# شتازي
وزارة أمن الدولة (بالألمانية: Ministerium für Staatssicherheit) والمعروفة بشكل شائع باسم شتازي، كانت جهاز أمن الدولة والشرطة السرية في ألمانيا الشرقية من عام 1950 حتى عام 1990. وكانت واحدة من أكثر أجهزة الشرطة قمعاً في العالم، حيث تسللت إلى جميع جوانب الحياة تقريباً في ألمانيا الشرقية، مستخدمة التعذيب والترهيب وشبكة هائلة من المخبرين لقمع المعارضة.
كانت وظيفة جهاز شتازي في ألمانيا الشرقية (جمهورية ألمانيا الديمقراطية) تشبه وظيفة جهاز الكي جي بي في الاتحاد السوفيتي، من حيث أنه كان يخدم في الحفاظ على سلطة الدولة ومكانة الحزب الحاكم، وهو في هذه الحالة حزب الوحدة الاشتراكية الألماني. وقد تحقق ذلك بشكل رئيسي من خلال استخدام شبكة من المخبرين المدنيين (يُطلق عليهم "المتعاونون غير الرسميين") الذين ساهموا في اعتقال ما يقرب من 250,000 شخص في ألمانيا الشرقية. كما كان لديه قوة شبه عسكرية نخبوية كبيرة تُعرف باسم "فوج حرس فيليكس دزيرجينسكي"، والتي كانت بمثابة الجناح المسلح له. وكان يُعرف شتازي بأنه "درع الحزب وسيفه"، حيث كان يسجن معارضي النظام. وقد قام الضباط بتعذيب السجناء من خلال عزلهم، وحرمانهم من النوم، واستخدام الحيل النفسية مثل التهديد باعتقال أقاربهم.
كما نفذ جهاز شتازي عمليات تجسس وأنشطة سرية أخرى خارج حدود جمهورية ألمانيا الديمقراطية من خلال جهاز الاستخبارات الخارجية التابع له، المديرية الرئيسية للاستطلاع (بالألمانية: Hauptverwaltung Aufklärung أو HVA). وقد حافظ عملاؤه أيضاً على اتصالات في ألمانيا الغربية وفي جميع أنحاء العالم الغربي؛ ويُزعم أنهم تعاونوا أحيانًا مع جماعات إرهابية يمينية متطرفة في ألمانيا الغربية، مثل مجموعة هِب-كيكسل.
كان مقر جهاز شتازي في برلين الشرقية، وكان يضم مجمعًا واسعًا في منطقة برلين-ليشتنبرغ وعددًا من المنشآت الأصغر المنتشرة في أنحاء المدينة. وقد سيطر إريش ميلكه، الذي يُعد الرئيس الأطول خدمة في تاريخ شتازي، على الجهاز من عام 1957 حتى عام 1989 — أي لمدة 32 عامًا من أصل 40 عامًا هي عمر جمهورية ألمانيا الديمقراطية. أما المديرية الرئيسية للاستطلاع (HVA)، فقد كانت تحت قيادة يوهانس وولف من عام 1952 حتى عام 1986، وقد اكتسبت سمعة كواحدة من أكثر وكالات الاستخبارات فاعلية خلال الحرب الباردة.
بعد توحيد ألمانيا بين عامي 1989 و1991، تمت محاكمة بعض المسؤولين السابقين في جهاز شتازي على جرائمهم، وتم رفع السرية عن ملفات المراقبة التي كان شتازي يحتفظ بها عن ملايين المواطنين في ألمانيا الشرقية، بحيث أصبح بإمكان أي مواطن الاطلاع على ملفه الشخصي عند الطلب. وقد تولت وكالة ملفات شتازي مسؤولية حفظ هذه الملفات حتى يونيو 2021، عندما أصبحت جزءًا من الأرشيف الفيدرالي الألماني.

## تأسيسها

أول نسخة من ختم جهاز شتازي

تأسس جهاز الأمن في ألمانيا الشرقية (شتازي) في 8 فبراير 1950. وكان فيلهلم زايسر أول وزير لأمن الدولة في جمهورية ألمانيا الديمقراطية، وكان إريش ميلكه نائبه. حاول زايسر عزل الأمين العام لحزب الوحدة الاشتراكية الألماني فالتر أولبريشت  بعد انتفاضة يونيو 1953، ولكن تم عزله بدلاً من ذلك من قبل أولبريخت واستبداله بإرنست فولفيبر بعد ذلك. بعد انتفاضة يونيو 1953، قرر المكتب السياسي تخفيض رتبة الجهاز إلى أمانة عامة للدولة ودمجه تحت وزارة الداخلية بقيادة فيلي شتوف. أصبح وزير أمن الدولة في الوقت نفسه وزير دولة لأمن الدولة. احتفظ جهاز الأمن بهذا الوضع حتى نوفمبر 1955، عندما أُعيدت له مكانته كوزارة. وقد استقال فولفيبر في عام 1957 بعد خلافات مع أولبريخت وإريش هونيكر، وخلفه نائبه إريش ميلكه.
في عام 1957، أصبح يوهانس وولف المديرية الرئيسية للاستطلاع (HVA)، وهي قسم الاستخبارات الخارجية في جهاز شتازي. وبصفته رئيس الاستخبارات، حقق وولف نجاحاً كبيراً في اختراق الحكومة والأوساط السياسية والاقتصادية في ألمانيا الغربية بواسطة جواسيسه. وكانت القضية الأبرز هي قضية غونتر غيوم، التي أدت إلى سقوط مستشار ألمانيا ويلي براندت في مايو 1974. وفي عام 1986، تقاعد وولف وخلفه في المنصب فيرنر غروسمان.

## العلاقة بين جهاز شتازي وأجهزة الاستخبارات السوفيتية

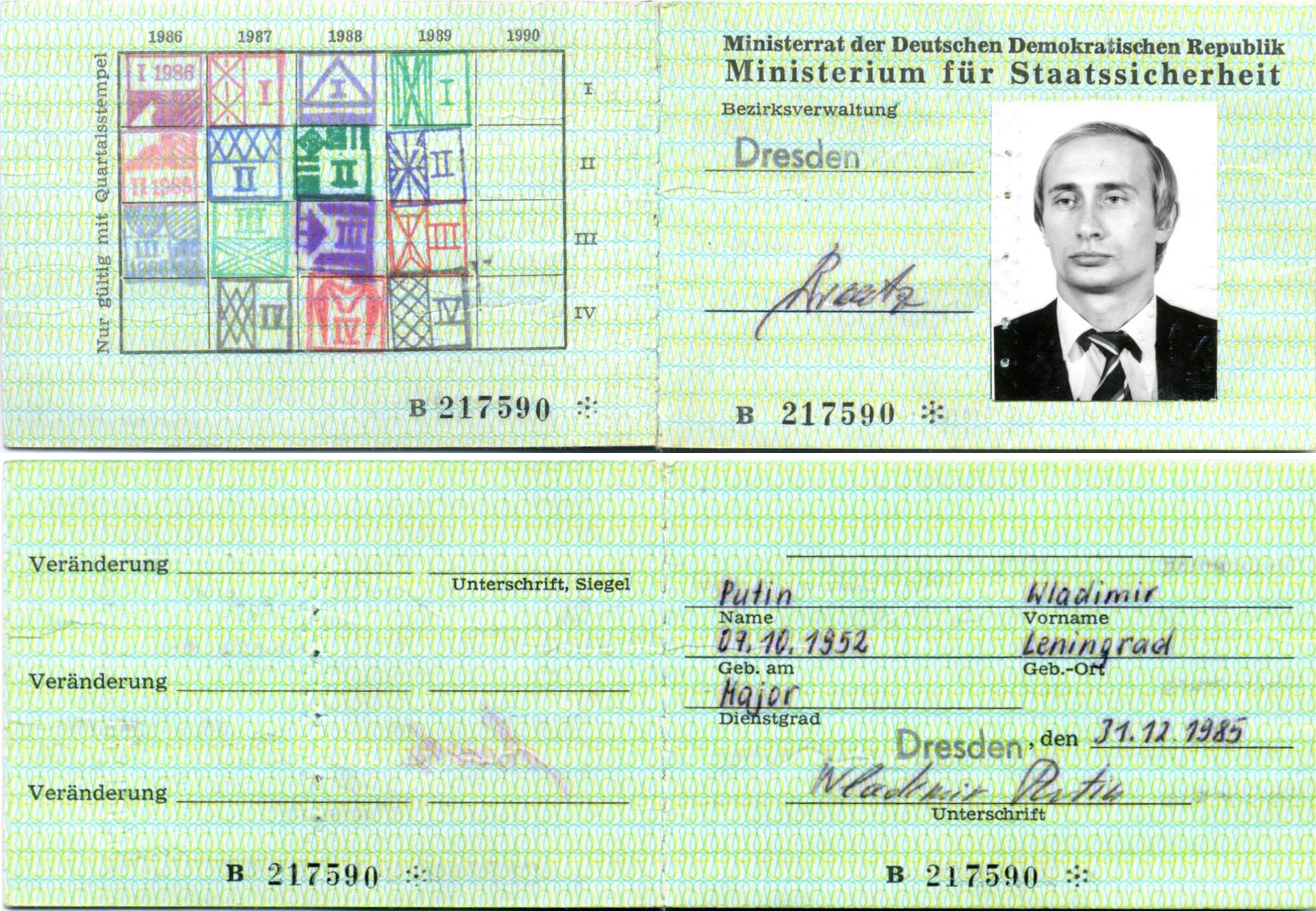
بطاقة هوية شتازي الخاصة بـفلاديمير بوتين، الذي عمل في درسدن كضابط ارتباط لجهاز كي جي بي لدى الشتازي.

على الرغم من أن جهاز شتازي بقيادة إريش ميلكه مُنح استقلالًا شكليًا في عام 1957، فإن جهاز كي جي بي استمر في الاحتفاظ بضباط ارتباط في جميع المديريات الثمانية الرئيسية لشتازي في مقره المركزي، وكذلك في كل من المقار الخمسة عشر في مناطق جمهورية ألمانيا الديمقراطية . كما دُعي شتازي من قبل كي جي بي لإنشاء قواعد عملياتية في موسكو ولينينغراد لمراقبة السياح الألمان الشرقيين الزائرين. وبسبب العلاقات الوثيقة بين شتازي وأجهزة الاستخبارات السوفيتية، كان ميلكه يشير إلى ضباط شتازي بلقب "تشيكا"، في إشارة إلى "تشيكا" أول جهاز أمن سوفيتي. وكان جهاز كي جي بي يستخدم أسلوب "المضايقة منخفضة الظهور" للسيطرة على السكان وقمع الأشخاص المعارضين سياسياً أو غير المنسجمين مع النظام. وقد شملت هذه الأساليب التسبب في البطالة، والعزلة الاجتماعية، وإحداث مشاكل نفسية وعاطفية لدى الأفراد. وقد شكلت هذه الأساليب الأساس لتقنية "التحلل" (Zersetzung) التي استخدمها شتازي، والتي تُعتبر نسخة مطورة ومُتقنة من هذه الأساليب. وفي عام 1978، منح ميلكه بشكل رسمي لضباط كي جي بي العاملين في ألمانيا الشرقية نفس الحقوق والصلاحيات التي يتمتعون بها في الاتحاد السوفيتي. وقد أشارت هيئة الإذاعة البريطانية إلى أن ضابط كي جي بي (ورئيس روسيا المستقبلي) فلاديمير بوتين عمل في مدينة دريسدن بين عامي 1985 و1989 كضابط ارتباط بين كي جي بي وشتازي. وقد علق المتحدث باسم الكرملين، ديمتري بيسكوف، على تلك التقارير بقوله: "كان كي جي بي وشتازي وكالتين استخباريتين شريكتين".

## العمل

### شؤون الموظفين والتجنيد
لم يكن من غير المعقول افتراض وجود مخبر تابع لشتازي في أي تجمع مكوَّن من عشرة أو اثني عشر ضيف عشاء. وكأنها أخطبوط عملاق، امتدت أذرع شتازي لتتسلل إلى كل جانب من جوانب الحياة.
 
بين عامي 1950 و1989، وظف جهاز شتازي ما مجموعه 274,000 شخص في سعيه للقضاء على "العدو الطبقي". في عام 1989، بلغ عدد موظفي شتازي بدوام كامل 91,015 شخصًا، من ضمنهم 2,000 متعاون غير رسمي يعملون بدوام كامل، و13,073 جنديًا، و2,232 ضابطًا من جيش جمهورية ألمانيا الديمقراطية، إلى جانب 173,081 مخبرًا غير رسمي داخل ألمانيا الشرقية، و1,553 مخبرًا في ألمانيا الغربية.
كان يتم تجنيد ضباط شتازي النظاميين (المفوضين) من بين المجندين الذين أنهوا خدمتهم العسكرية الإلزامية البالغة 18 شهرًا بشكل مشرف، وكانوا أعضاء في حزب الوحدة الاشتراكية الألماني، ولديهم مستوى عالٍ من المشاركة في أنشطة جناح الشباب التابع للحزب، وكانوا قد عملوا كمخبرين لصالح شتازي خلال خدمتهم العسكرية. بعد ذلك، كان يجب أن يحصل المرشحون على توصيات من الضباط السياسيين في وحداتهم العسكرية، ومن عملاء شتازي، ورؤساء مكاتب شتازي وشرطة الشعب الألمانية (فولكسبوليتزاي) في المنطقة التي يقيمون فيها بشكل دائم، بالإضافة إلى سكرتير الحزب في تلك المنطقة. ثم يُطلب من هؤلاء المرشحين اجتياز عدة اختبارات وامتحانات تهدف إلى تقييم قدراتهم العقلية ومؤهلاتهم الفكرية لتولي منصب ضابط، إضافة إلى مدى ولائهم السياسي. أما خريجو الجامعات الذين أتموا خدمتهم العسكرية، فلم يكونوا مضطرين لأداء هذه الاختبارات. بعد القبول، كان يتم إرسالهم إلى برنامج تدريبي مدته عامان في كلية شتازي في بوتسدام. أما المرشحون الذين كانت قدراتهم الذهنية أو الأكاديمية أقل، فكان يتم تعيينهم كفنيين عاديين، ويتلقون دورة تدريبية مكثفة مدتها عام واحد تركز على المهارات التقنية لضباط الصف.

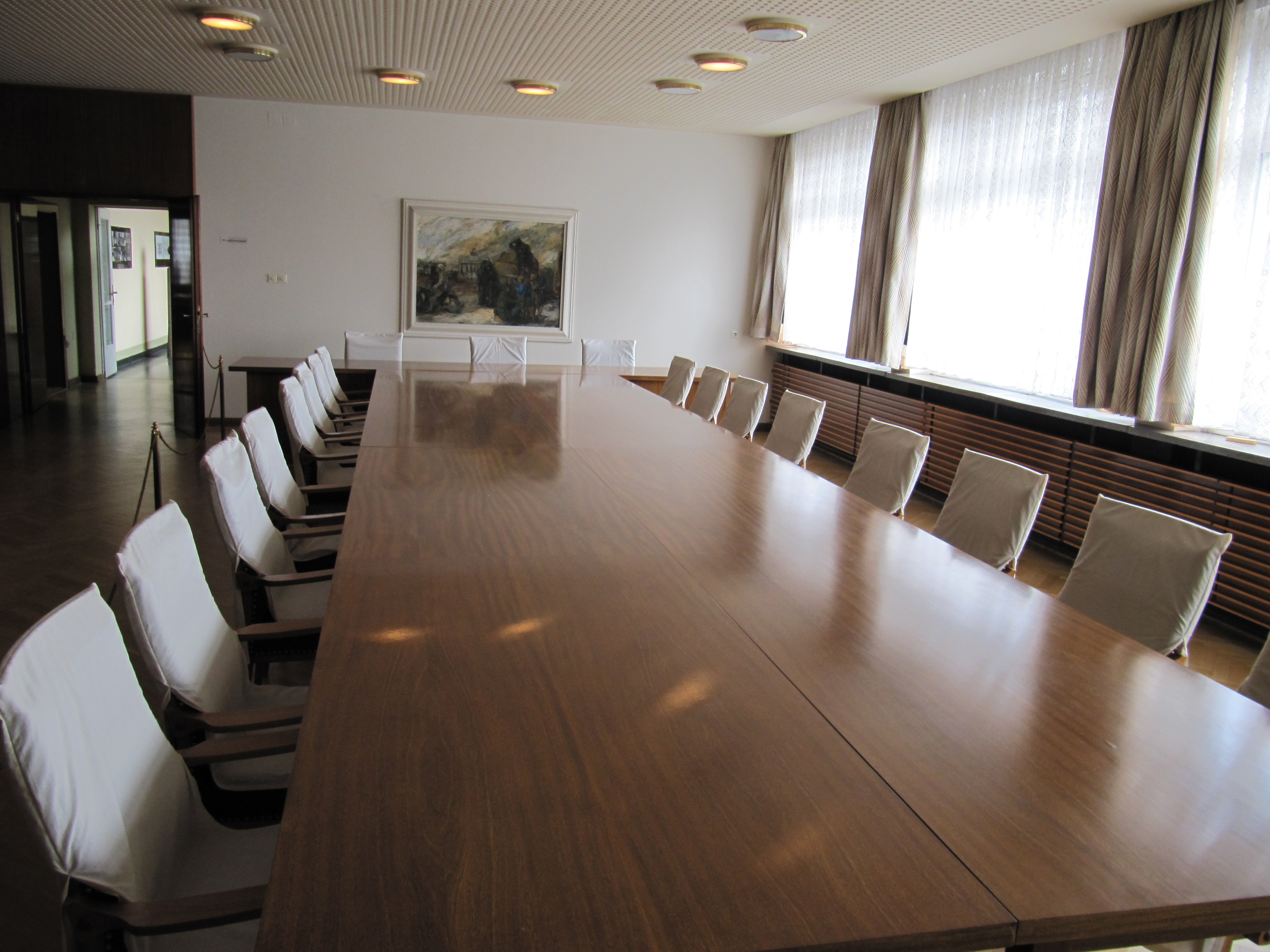
مكتب اجتماعات شتازي

بحلول عام 1995، تم التعرف على حوالي 174,000 من المتعاونين غير الرسميين الذين عملوا كمخبرين لصالح جهاز شتازي، أي ما يعادل قرابة 2.5% من سكان ألمانيا الشرقية الذين تتراوح أعمارهم بين 18 و60 عامًا.
وقد كان من بين هؤلاء نحو 10,000 مخبر تقل أعمارهم عن 18 عامًا. ووفقًا لمقابلة مع يواخيم غاوك، فقد يكون العدد الفعلي قد وصل إلى 500,000 مخبر. بينما قدّر عقيد سابق في شتازي خدم في إدارة مكافحة التجسس أن العدد ربما بلغ 2 مليون شخص إذا تم احتساب المتعاونين العرضيين أو غير المنتظمين. [محل شك] ومع ذلك هناك جدل واسع حول العدد الحقيقي للمتعاونين غير الرسميين الذين تم توظيفهم فعليًا من قبل شتازي.

### الاختراق

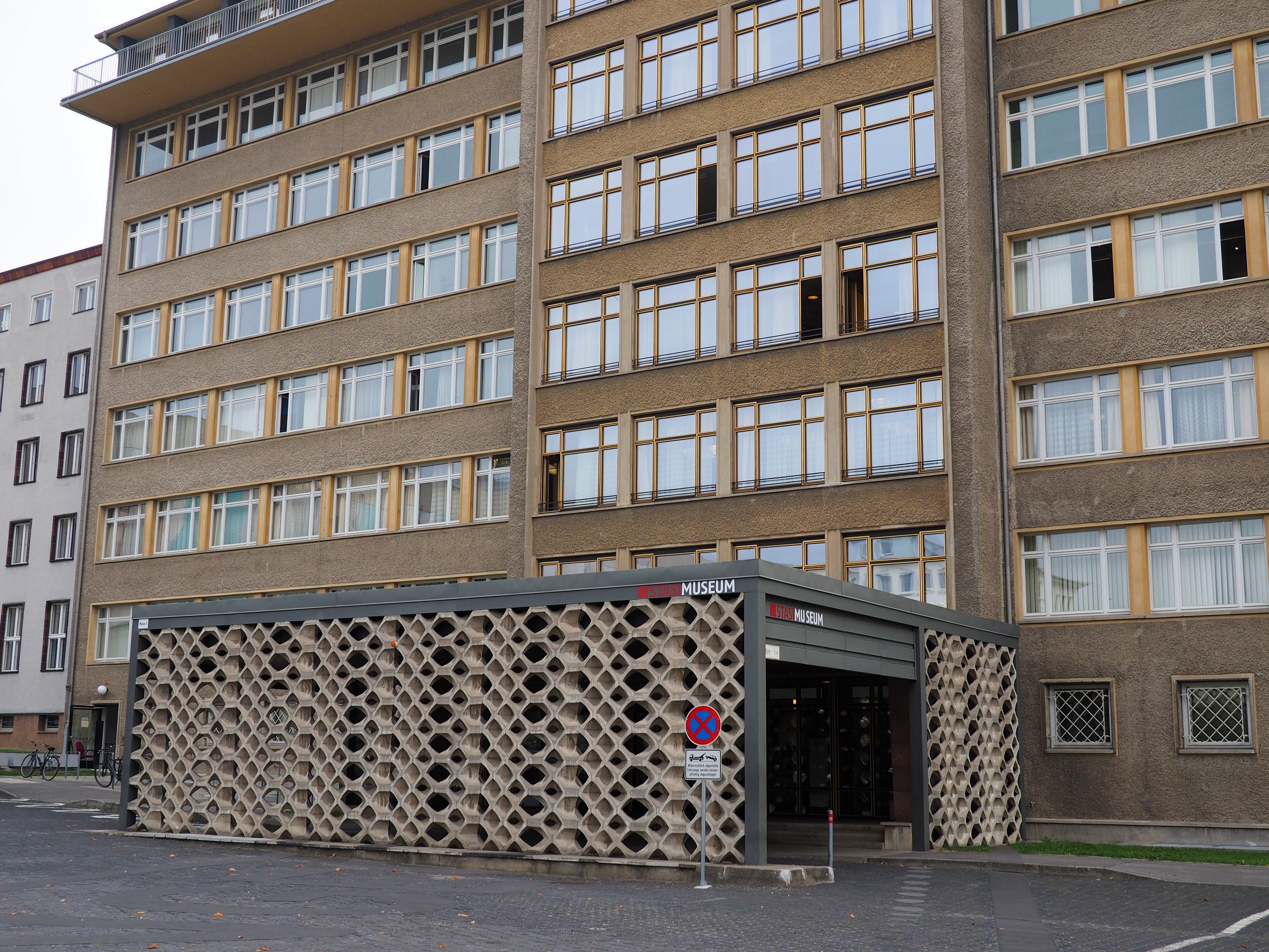
المدخل الرئيسي لمقر شتازي (الآن متحف شتازي) في برلين

كان يتم تعيين ضباط شتازي بدوام كامل في جميع المنشآت الصناعية الكبرى (وكان مدى الرقابة يعتمد إلى حد كبير على مدى أهمية المنتج للاقتصاد). كما كان يتم تعيين مستأجر واحد في كل مبنى سكني كمراقب يُقدِّم تقاريره إلى ممثل المنطقة التابع للشرطة الشعب. وكان الجواسيس يرفعون تقارير عن كل قريب أو صديق يقضي ليلة في شقة شخص آخر. وكان يتم ثقب جدران الشقق وغرف الفنادق بثقوب صغيرة يختبئ خلفها عملاء شتازي لتصوير المواطنين باستخدام كاميرات فيديو خاصة. وتم التسلل بشكل واسع إلى المدارس والجامعات والمستشفيات، وكذلك إلى منظمات مثل أندية الحاسوب التي كان يتبادل فيها المراهقون ألعاب الفيديو الغربية.
كان لدى جهاز شتازي تصنيفات رسمية لكل نوع من المخبرين، كما وُضعت إرشادات رسمية حول كيفية استخراج المعلومات من الأشخاص الذين يتواصل معهم الجهاز، وكيفية السيطرة عليهم. وتنوّعت أدوار المخبرين من أولئك المنخرطين أصلاً في مجال أمن الدولة (مثل الشرطة والقوات المسلحة) إلى أفراد ينشطون ضمن الحركات المعارضة (مثل العاملين في مجال الفنون أو في الكنيسة البروتستانتية). وغالبًا ما استُخدمت المعلومات التي جُمعت عن هذه الجماعات الأخيرة لتفريق أعضائها أو تشويه سمعتهم. وكان يتم إشعار المخبرين بأهميتهم، وتقديم حوافز مادية أو اجتماعية لهم، وغرس شعور بالمغامرة لديهم. ووفقًا للأرقام الرسمية، فإن حوالي 7.7% فقط من المخبرين تم إجبارهم على التعاون. وكان جزء كبير من المتعاونين أعضاء في حزب الوحدة الاشتراكية الألماني. كما لم يكن استخدام الابتزاز بشكله أو بآخر أمرًا نادرًا. وضمّت قائمة المخبرين عددًا كبيرًا من سائقي الترام، والبوابين، والأطباء، والممرضين، والمعلمين. وكان ميلكه يعتقد أن أفضل المخبرين هم أولئك الذين تفرض طبيعة وظائفهم تواصلاً مستمرًا مع الجمهور.
تضخمت صفوف جهاز شتازي بشكل كبير بعد توقيع دول الكتلة الشرقية على اتفاقية هلسنكي عام 1975، والتي اعتبرها زعيم ألمانيا الشرقية إريش هونيكر تهديدًا خطيرًا لنظامه، لأنها احتوت على نصوص تُلزم الدول الموقعة باحترام "حقوق الإنسان والحقوق الأساسية، بما في ذلك حرية الفكر والضمير والدين والمعتقد". بلغ عدد المتعاونين غير الرسميين ذروته في ذلك العام، حيث وصل إلى نحو 180,000، بعد أن كان قد ارتفع تدريجيًا من 20,000 إلى 30,000 في أوائل الخمسينيات، وبلغ 100,000 لأول مرة عام 1968، كرد فعل على السياسة الشرقية الجديدة والاحتجاجات العالمية آنذاك. كما قام شتازي بأداء دور وكيل عن جهاز كي جي بي في تنفيذ أنشطة داخل دول الكتلة الشرقية الأخرى، مثل بولندا، حيث كان السوفييت مكروهين على نطاق واسع.
تسلل جهاز شتازي إلى كل جانب تقريبًا من جوانب الحياة في ألمانيا الشرقية. وفي منتصف الثمانينيات، بدأ تنامي شبكة من المتعاونين غير الرسميين في كل من الدولتين الألمانيتين. وبحلول انهيار ألمانيا الشرقية عام 1989، كان جهاز شتازي يضم 91,015 موظفًا و173,081 مخبرًا. أي أن حوالي شخص واحد من كل 63 مواطنًا في ألمانيا الشرقية تعاون مع شتازي. ووفقًا لتقديرات، فقد فرض شتازي رقابة على شعبه تفوق أي جهاز شرطة سرية آخر في التاريخ. حيث كان هناك عنصر أمن سري واحد لكل 166 مواطنًا في ألمانيا الشرقية. وبالمقارنة، كانت الغيستابو (شرطة ألمانيا النازية السرية) تضع عنصرًا واحدًا لكل 2,000 شخص. وعند احتساب المخبرين، ارتفعت هذه النسب بشكل هائل: فعند إدخال المتعاونين العرضيين أو بدوام جزئي في الحسبة، يصبح لدى شتازي عنصر واحد لكل 6.5 أشخاص. وقد أدّى هذا الواقع إلى أن يصف صائد النازيين الشهير سيمون فيزنتال جهاز شتازي بأنه أكثر قمعاً حتى من الجيستابو. كما قام عملاء شتازي بالتسلل إلى حكومة ألمانيا الغربية ووكالات استخباراتها، وعملوا على تقويضها من الداخل.
في بعض الحالات، كان الأزواج يتجسسون على بعضهم البعض. ومن الأمثلة البارزة على ذلك الناشطة السلمية فيرا لينغسفيلد، حيث كان زوجها كنود فولنبرغر يعمل مخبرًا لصالح جهاز شتازي.

### التحلل (Zersetzung)
أتقن جهاز شتازي أسلوب التحرش النفسي بالأعداء المحتملين من خلال تقنية تُعرف باسم Zersetzung — وهو مصطلح مستعار من علم الكيمياء يعني حرفياً "التحلل". 
بحلول سبعينيات القرن العشرين، توصّل جهاز شتازي إلى أن أساليب الاضطهاد العلني التي استخدمها حتى ذلك الوقت مثل الاعتقال والتعذيب كانت بدائية وفجّة للغاية كما أنها أثارت إدانات دولية واسعة. وأدرك الجهاز أن التحرش النفسي أقل لفتًا للانتباه بكثير، وبالتالي كان ضحاياه وكذلك مؤيدوهم أقل عرضة للرد أو المقاومة النشطة، خاصةً وأنهم غالبًا لم يكونوا على دراية بمصدر معاناتهم أو حتى بطبيعتها الدقيقة. كما أن هذا النوع من القمع قلّل من احتمالات إثارة ردود فعل دولية غاضبة. ومن هنا، صُمّمت تقنية التحلل خصيصًا بهدف تشتيت وترهيب و"إيقاف" الخصوم المحتملين للنظام حتى يفقدوا الإرادة لمواصلة أي نشاط "غير مناسب". كل من تم اعتباره صاحب مواقف سياسية أو ثقافية أو دينية غير صحيحة كان يُصنّف كقوة سلبية وعدائية ويُستهدف بأساليب التحلل. ولهذا السبب، كثيراً ما كان الضحايا من أعضاء الكنيسة والكُتّاب والفنانين وأفراد الثقافات الفرعية الشبابية. وكان يتم تطبيق أساليب التحلل وتطويرها بطريقة إبداعية ومُفصّلة بناءً على السمات النفسية للفرد المستهدف وظروفه الحياتية، مما جعلها أدوات قمع ناعمة لكنها فعّالة للغاية.
كانت التكتيكات المستخدمة ضمن أسلوب التحلل تستهدف عادةً إرباك الحياة الخاصة أو الأسرية للضحية. وغالبًا ما شمل ذلك هجمات نفسية، مثل اقتحام المنزل والتلاعب الخفي بمحتوياته، في نمط يُشبه أسلوب "توهيم الواقع"، كتحريك الأثاث، تغيير توقيت المنبه، إزالة الصور من الجدران، أو استبدال نوع من الشاي بآخر دون علم الضحية. شملت ممارسات أخرى تخريب الممتلكات، تخريب السيارات، فرض حظر سفر، إفساد الحياة المهنية، تقديم علاجات طبية خاطئة عمدًا، وحملات تشويه السمعة، والتي قد تتضمن إرسال صور أو وثائق مزورة ومُخلة إلى عائلة الضحية، إضافة إلى الوشاية والاستفزاز والحرب النفسية والتخريب المعنوي والتنصت و[منصات|زرع أجهزة تجسس]] والمكالمات الغامضة، أو توصيلات غير ضرورية — حتى أن بعض الحالات تضمنت إرسال  جهاز جنسي (هزاز) إلى زوجة الضحية كنوع من الإرباك المُهين. في كثير من الحالات، أدى الاستهداف إلى فقدان الضحية لوظيفته، وتفاقم العزلة الاجتماعية، بسبب التبعات النفسية والجسدية والاجتماعية المرتبطة بالاستهداف. وغالبًا لم يكن الضحايا يعلمون أن جهاز أمن الدولة هو المسؤول، بل كانوا يعتقدون أنهم يفقدون عقلهم، مما أدى في بعض الحالات إلى انهيارات نفسية أو حتى الانتحار. لم تكن الهجمات الجسدية المباشرة جزءًا من أسلوب التحلل، حتى بشكل سري.[بحاجة لمصدر] في عام 2000، شككت مجموعة الأبحاث مشروع الأشعة (Projektgruppe Strahlen) في صحة الادعاءات بأن شتازي استخدم أشعة سينية كسلاح ضد الضحايا. ومع ذلك استمرت هذه المزاعم، وفي عام 2001 ذكرت لجنة غاوك — وهي وكالة حكومية حديثة مختصة بالتحقيق في أنشطة جهاز شتازي — أن "أجهزة أشعة سينية غير طبية وغريبة" وُجدت في السجون السياسية، وربما كانت أسلحة تُستخدم لتعرّض السجناء للإشعاع. ويُشتبه بأن هذا النوع من التعرض قد أدى إلى وفاة عدد من المعارضين البارزين بالسرطان.
واحدة من أعظم مزايا أسلوب التحرشالمستخدم ضمن تقنية التحلل كانت طبيعته الخفية نسبياً، مما جعله قابلًا للإنكار بشكل معقول، حتى في الأوساط الدبلوماسية. وقد كان ذلك أمرًا بالغ الأهمية، خصوصًا في ظل سعي جمهورية ألمانيا الديمقراطية خلال سبعينيات وثمانينيات القرن العشرين إلى تحسين مكانتها الدولية، لا سيما بالتوازي مع سياسة الانفتاح الشرقي (أوستبولتيك) التي انتهجها مستشار ألمانيا الغربية ويلي براندت، والتي أدت إلى تحسن كبير في العلاقات بين الدولتين الألمانيتين. ولهذه الأسباب السياسية والعملياتية، أصبح أسلوب التحلل هو الوسيلة الرئيسية للقمع في ألمانيا الشرقية.

## هيكل الجهاز
بحلول أواخر السبعينيات وأوائل الثمانينيات، كان جهاز شتازي يضم أكثر من 100,000 موظف، من بينهم 11,000 في فوج حرس فيليكس دزيرجينسكي، أما البقية فكانوا موزعين على مختلف أقسام الجهاز.
كان جهاز أمن الدولة منظمًا في أكثر من 40 قسماً وفرعًا مختلفًا، تُعرف باسم الإدارات الرئيسية (Hauptabteilungen)، وكانت كل إدارة تختص بجانب معين من أعمال الجهاز:
- الإدارات الرئيسية (Hauptabteilungen - HA):

- - HA I: الأمن الداخلي للجيش الشعبي الوطني وقوات الحدود

- - HA II: مكافحة التجسس، مراقبة السفارات الأجنبية، الأمن الداخلي لشتازي، الأحداث الخاصة

- - HA III: المراقبة الإلكترونية

- - HA VI: مراقبة الجوازات والحدود، أمن السياحة

- - HA VII: الأمن الداخلي لشرطة الشعب (فولكسبوليتزاي)

- - HA VIII: التحقيقات والمراقبة، السيطرة على طرق العبور

- - HA IX: التحقيقات الداخلية

- - HA XVIII: أمن القطاع الاقتصادي، الصناعي، والزراعي

- - HA XIX: النقل والاتصالات

- - HA XX: الأمن الداخلي للحكومة، الأحزاب السياسية، الكنائس، الرياضة، المجموعات الشبابية، الحركات المعارضة

- - HA XXII: استخبارات مكافحة الإرهاب، والسيطرة على الشغب

- - HA Cadre: التدريب، إدارة شؤون الأفراد والانضباط

- - HA Personal: حماية قيادة الحزب

- - HVA: الاستخبارات الخارجية والتجسس

- الأقسام (Abteilungen):

- - Abteilung X: التعاون الأمني مع دول أوروبا الشرقية

- - Abteilung XI: خدمة التشفير المركزية

- - Abteilung XIII: المركز الحاسوبي المركزي

- - Abteilung XIV: السجون ومعسكرات العمل

- - Abteilung XVII: مكاتب تصاريح عبور الحدود في برلين الغربية

- - Abteilung 26: مراقبة الهواتف والتنصت

- - Abteilung M: الرقابة البريدية

- - Abteilung Finanzen: الإدارة المالية

- - Abteilung E: تزوير الجوازات والوثائق

- - Abteilung Bewaffnung, Chemische Dienste: التسليح، والخدمات الكيميائية

- وحدات ومراكز خاصة:

- - الإدارة القانونية لشتازي

- - المدرسة العليا القانونية لوزارة أمن الدولة (Juristische Hochschule des MfS): كلية عدلية لضباط شتازي

- - المدرسة الفنية غرانزيه (Fachschule Gransee): التدريب الأساسي

- - الخدمة الطبية المركزية لشتازي (Zentraler Medizinischer Dienst in MfS)

- - معهد تدريب اللغات الأجنبية (Institut für Fremdsprachenausbildung)

- مجموعات العمل الخاصة:

- - مجموعة عمل الوزير (AGM): الاحتجاز، والقوات الخاصة

- - مجموعة عمل الوزير 5 (AGM 5): وحدات التخريب، القناصة، العمليات الخاصة

- وحدات دعم ومساعدة:

- - مجموعة التنسيق المركزية (ZKG): مكافحة الانشقاقات والهروب

- - إدارة الخدمات الخلفية (Verwaltung Rückwärtige Dienste): الخدمات اللوجستية، بناء منشآت شتازي

- - هيئة العمليات المركزية (Zentraler Operationsstab): تخطيط وإدارة العمليات المركزية للجهاز

## معرض صور

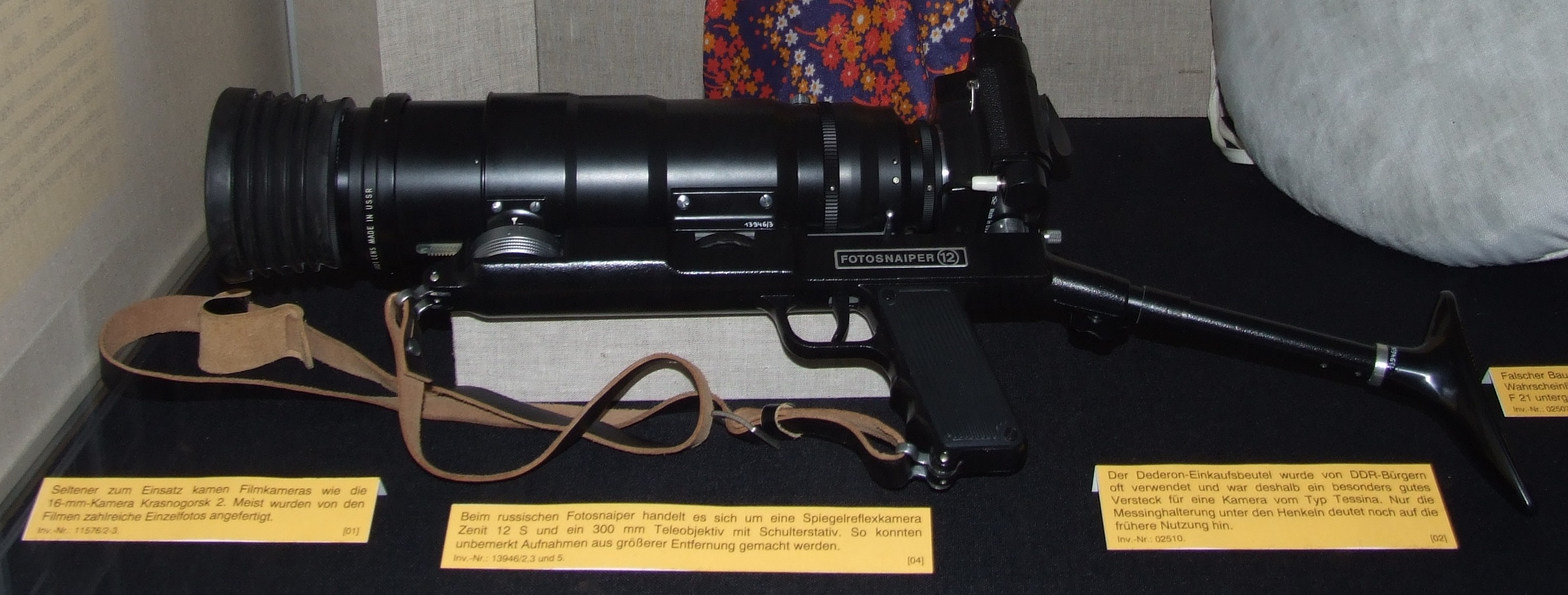
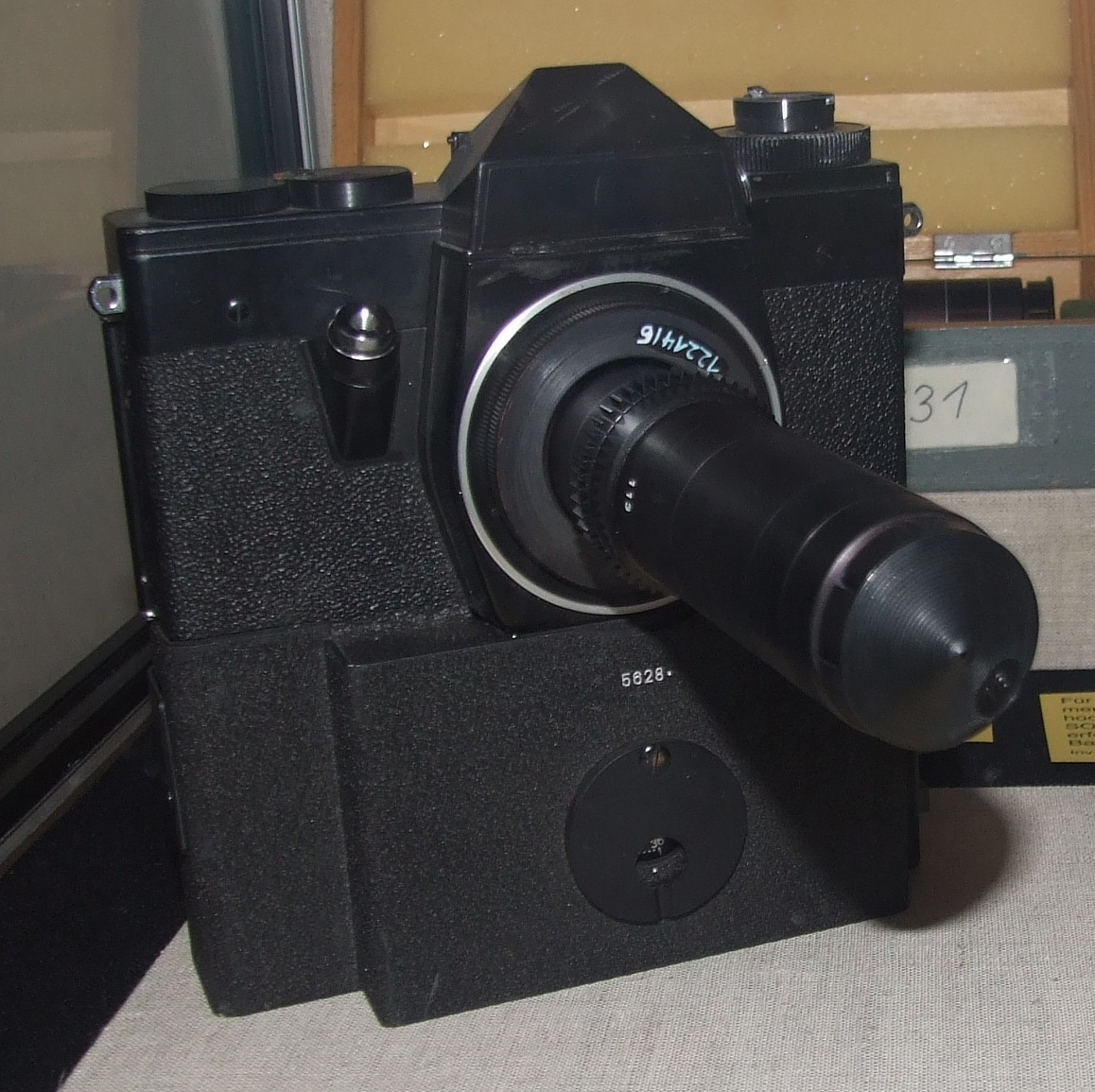
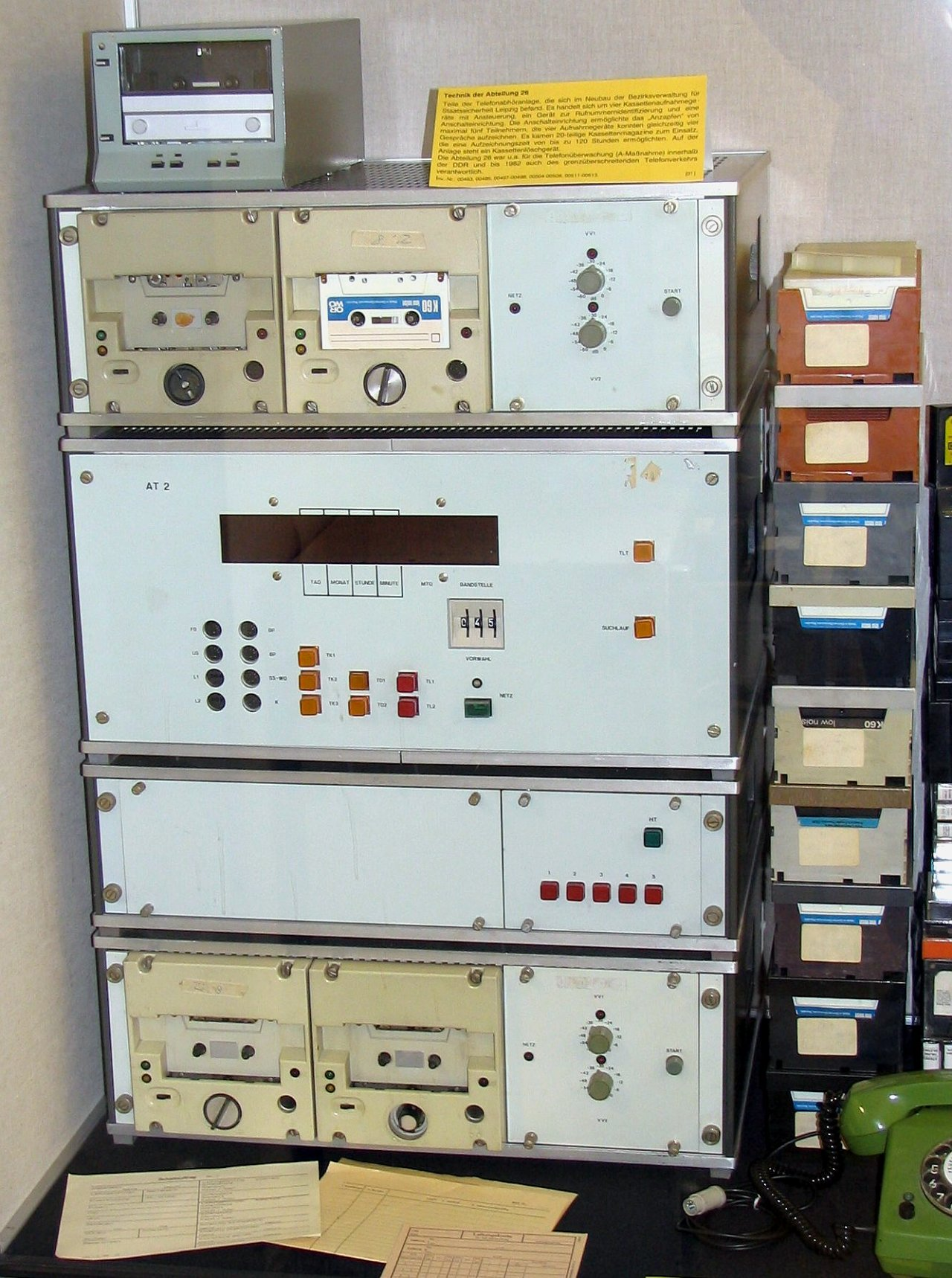
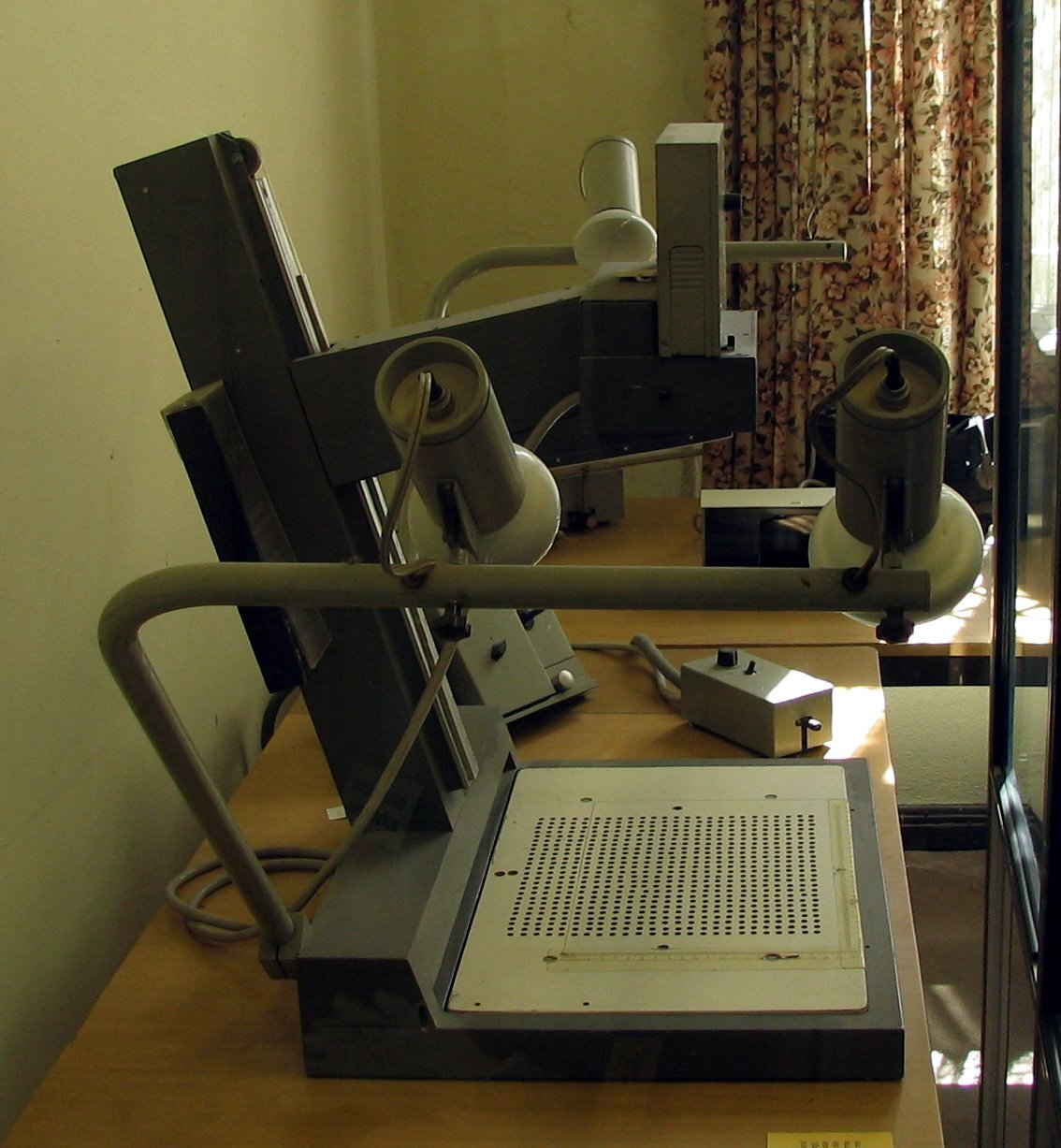
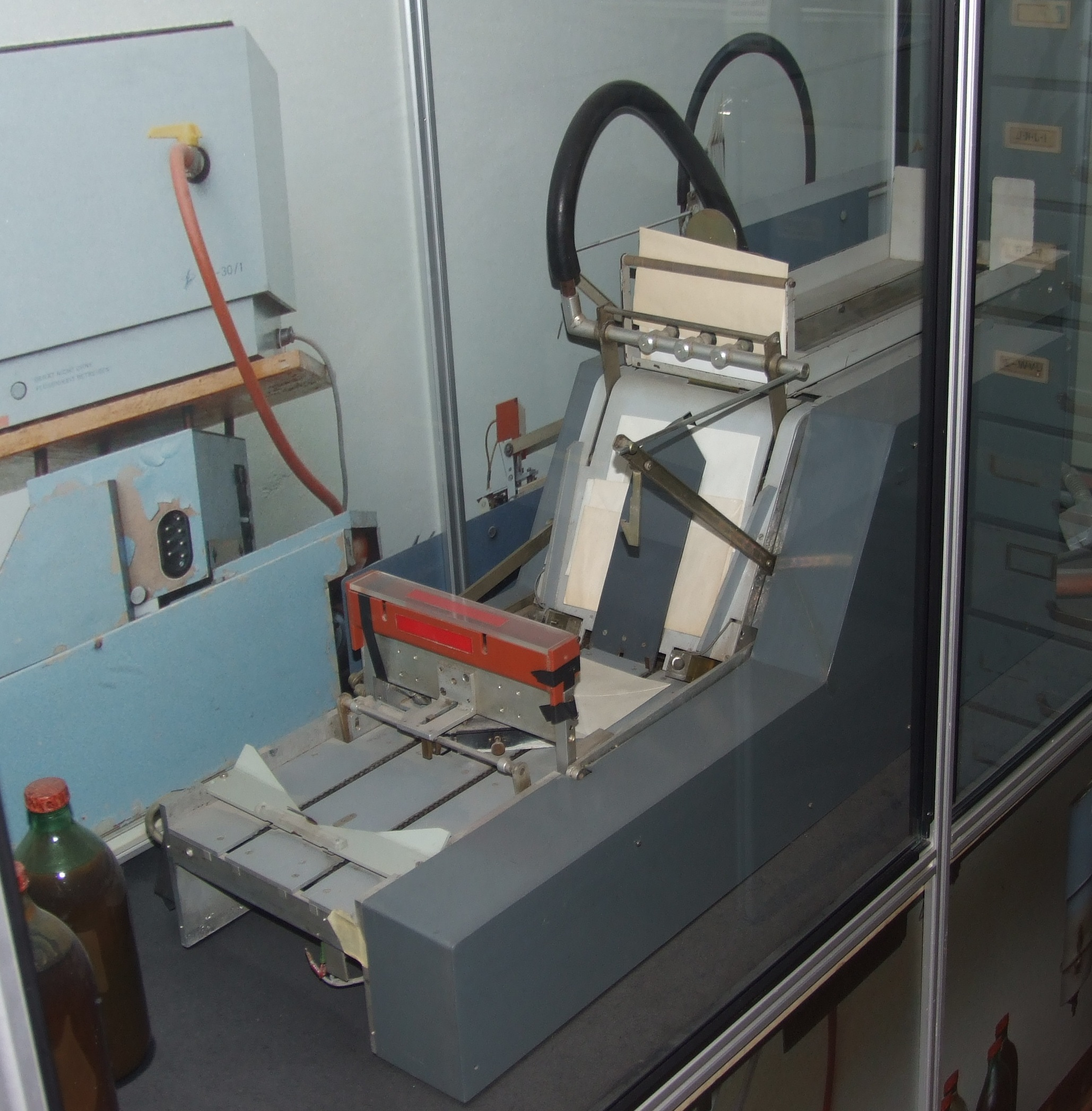

## المدراء
| الرقم | صورة             | مدير                                                     | تولى المنصب    | ترك المنصب     | مدة شغل المنصب     | الحزب |
| ----- | ---------------- | -------------------------------------------------------- | -------------- | -------------- | ------------------ | ----- |
| 1     | فيلهلم تسايسر    | فيلهلم تسايسر (1893–1958)                                | 8 فبراير 1950  | 18 يوليو 1953  | 3 سنوات و160 أيام  | SED   |
| 2     | إرنست فولفيبر    | إرنست فولفيبر (1898–1967)                                | 18 يوليو 1953  | 24 نوفمبر 1955 | 2 سنوات و129 أيام  | SED   |
| 3     | إريش ميلكه       | إريش ميلكه (1907–2000)                                   | 11 ديسمبر 1957 | 7 نوفمبر 1989  | 31 سنوات و331 أيام | SED   |
| 4     | فولفغانغ شفانيتس | فولفغانغ شفانيتس (1930–2022) بصفته رئيسًا لمكتب أمن الوطن | 18 نوفمبر 1989 | 11 يناير 1990  | 54 أيام            | SED   |